# Памятник Героям-Североморцам, защитникам Заполярья
Памятник Героям-Североморцам («Матрос») — памятник в городе Североморске, изображающий матроса с автоматом в руках. Расположен на центральной площади города — Приморской площади.

## История
Вопрос о строительстве подобного памятника ставился несколько раз. Первоначально в годы Великой Отечественной войны жители города решили воздвигнуть памятник в честь погибших на фронте товарищей. Задумывалось установить памятник-маяк на острове Сальном. Несмотря на то, что в 1945 году было собрано более 5 миллионов рублей на строительство памятника, собранные деньги было решено отдать на капитальный ремонт в городе. Вновь вопрос поднимался в 1950-х годах.
Встал вопрос о расположении памятника. По плану создателя генерального плана Североморска, офицера-североморца Шашкова Анатолия Алексеевича, памятник установлен на Приморской площади, выходящей на морскую набережную. Отливался памятник в Ленинграде, на заводе «Монументскульптура».
10 июня 1973 года, в день сорокалетия флота, прошло торжественное открытие памятника.

## Характеристика
Фигура матроса высотой 17 метров установлена на десятиметровом постаменте, выполненном в виде рубки подводной лодки. По бокам постамента размещены бронзовые барельефы, на которых перечисляются соединения, части и корабли, отличившиеся в годы войны. Каждый день в 9:00, 12:00, 15:00, 18:00 и 21:00 звучит мелодия песни «Прощайте, скалистые горы».

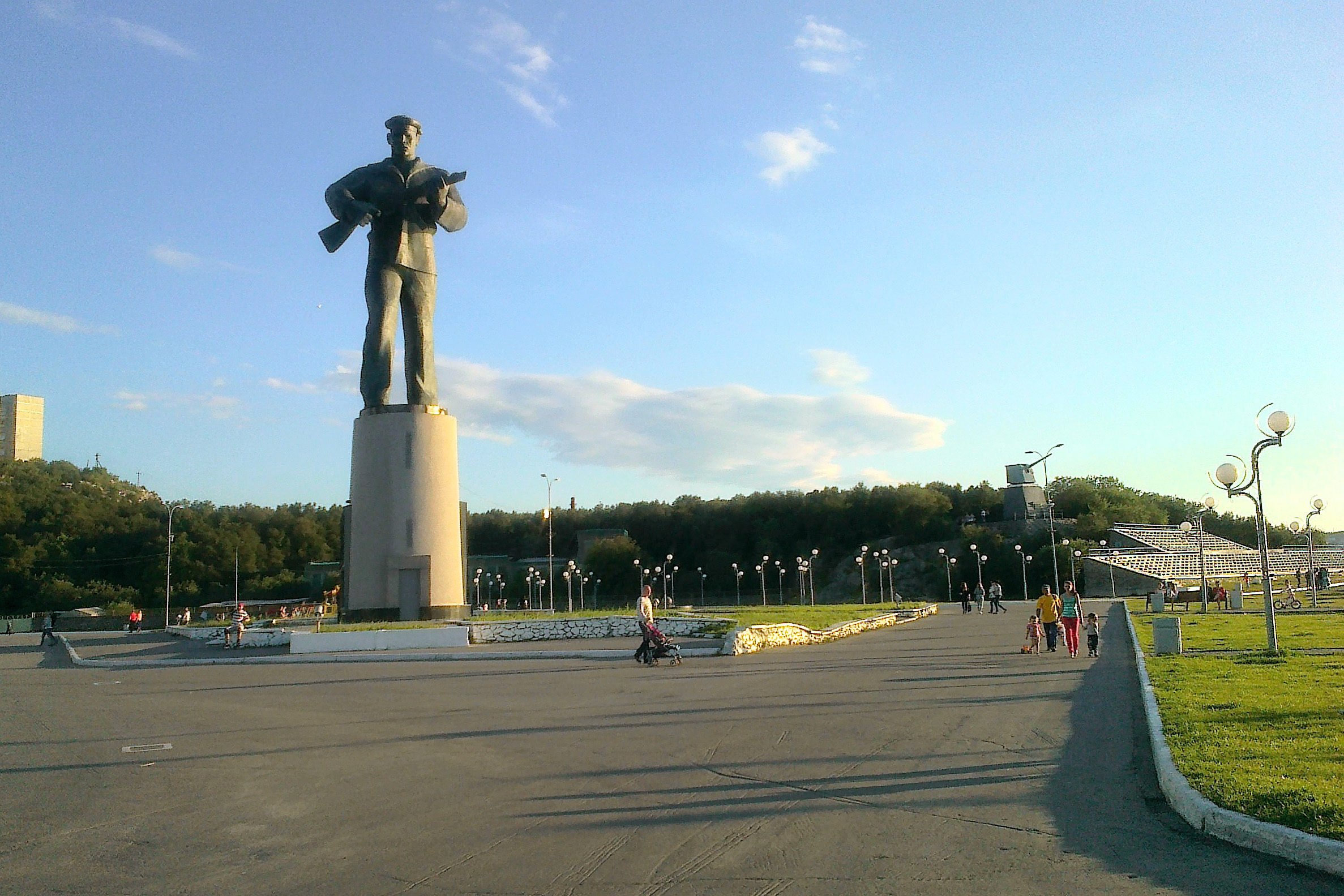
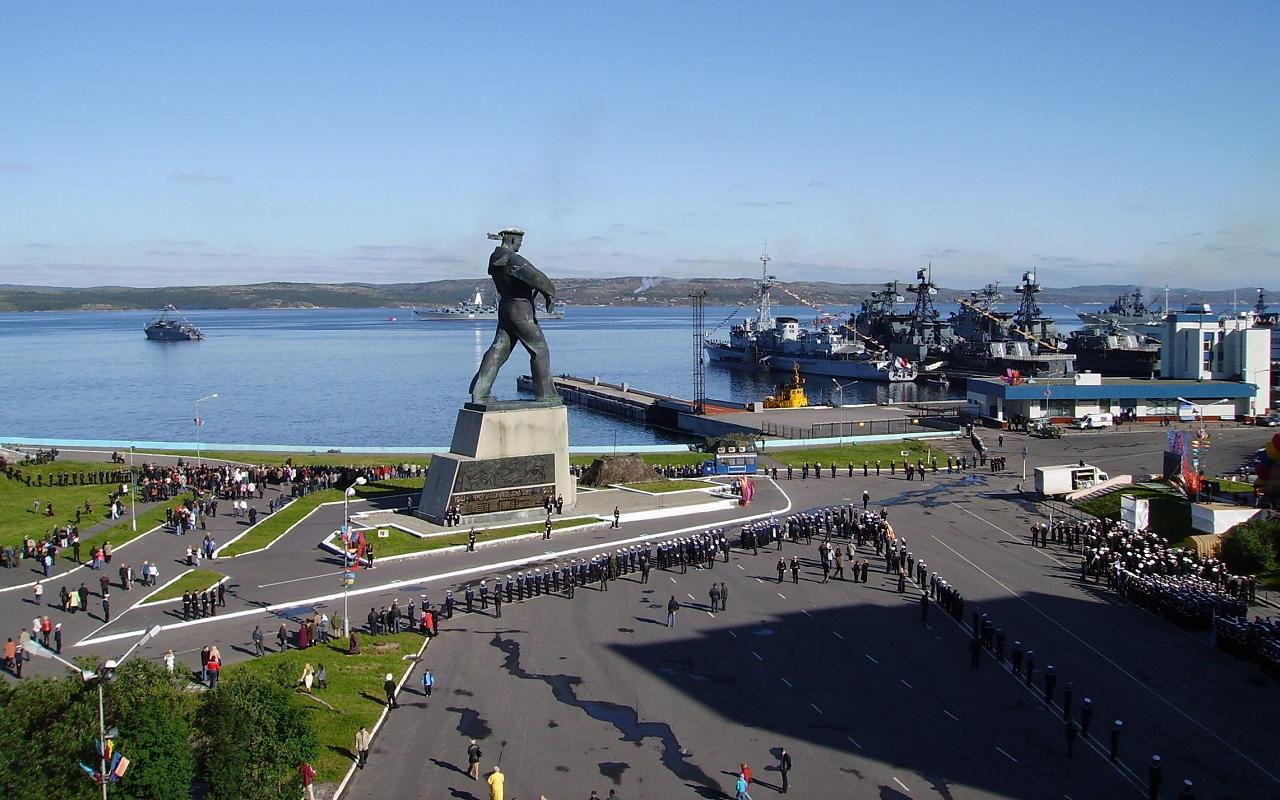
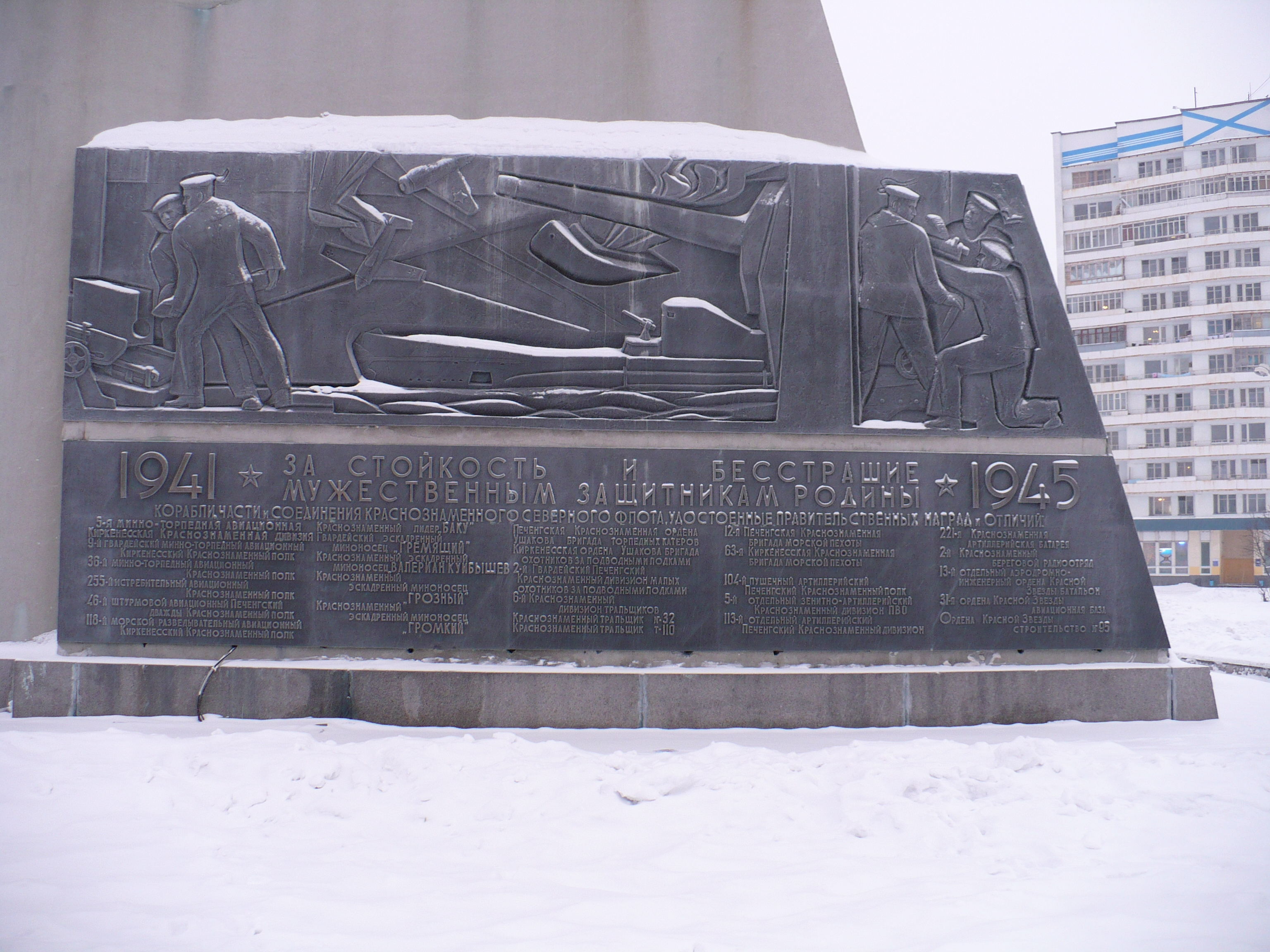
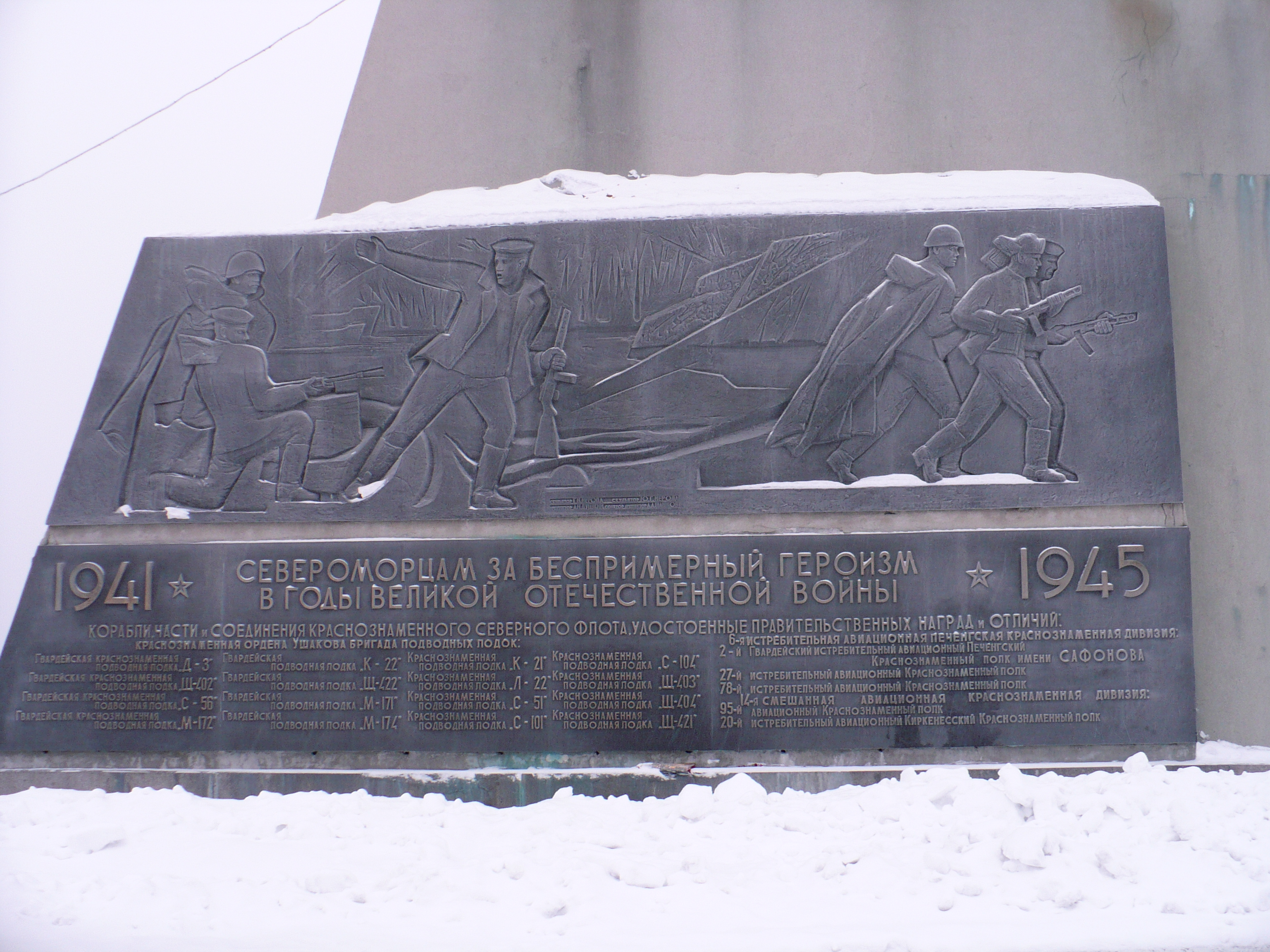